# Matthias Robl
Matthias „Hias“ Robl (* 15. Dezember 1969 in Oberstdorf; † 11. Mai 2008 in Innsbruck) war ein deutscher Alpinist, Leistungs-, Ski-, und Höhenbergsteiger.

## Leben und Leistung
Robl war bereits als Jugendlicher ein Klettertalent. Mit 17 Jahren hatte er alle schwierigen Routen im Allgäu absolviert.
Zuletzt war er Rettungssanitäter und Heeresbergführer im Rang eines Hauptfeldwebels an der Gebirgs- und Winterkampfschule  der Bundeswehr (Gebirgsjäger) im Standort-Sanitätszentrum der Edelweiß-Kaserne in Mittenwald (Oberbayern), wo er in den letzten Jahren auch lebte.
Robl absolvierte insgesamt etwa 2.500 Fels- und Eistouren, darunter mehr als 30 Erstbesteigungen. Sein Spezialgebiet war das Eisklettern, was ihm den Beinamen „der Eiszapfenkletterer“ eintrug. Zu seinen größten sportlichen Erfolgen zählte die Besteigung des Cho Oyu (8.188 m, sechsthöchster Gipfel der Erde) am 9. Mai 2004 von der tibetischen Seite aus (zusammen mit seiner Frau Alexandra Robl; ohne zusätzlichen Sauerstoff) und der Ama Dablam (6.856 m) in Nepal. Am Mount Everest (8.848 m) versuchte er 2002 einen Alleingang über die Nordflanke, kehrte jedoch aufgrund eines Wettersturzes aus Sicherheitsgründen dreihundert Meter unterhalb des Gipfels um.
Robl führte darüber hinaus viele weitere Erstbesteigungen und Routen-Erschließungen in Fels und Eis durch:
- Am 22. Juli 2006 gelang einem Team bestehend aus Matthias Robl, seiner Frau Alexandra Robl, sowie dem Glaciologien Matthias Braun und dem Höhenmediziner Markus Tannheimer (Expeditionsleiter), welcher dort pulsoximetrische Forschungen (zur Sauerstoffsättigung im Blut) durchführten, die vom DAV als Leistungsexpedition geförderte Erstbesteigung des Shimshal Whitehorn im Shimshal-Tal in Pakistan (6.304 m).[2] Schon im Vorfeld dieser Erstbesteigung führten sie weitere fünf Erstbesteigungen in diesem Gebiet durch, darunter der Chu Kurtha Dust (Chu Kurrti) Ostgipfel (5.366 m) und Westgipfel (5.685 m), sowie der Sunrise Peak (5.755 m)[3].
- Am 4. August 2007 erreichten Matthias (als Expeditionsleiter) und Alexandra Robl[4] – mit einer Gruppe des Veranstalters DAV Summit Club anlässlich des 50-jährigen DAV-Jubiläums als erste deutsche Expedition – über den Nordwestgrat den Gipfel des 7.064 Meter hohen Koskulak Tagh im chinesischen Kunlun-Gebirge, ohne Einsatz von zusätzlichem Sauerstoff; anschließend führten sie nochmals eine Begehung auf Skiern und anschließende Skiabfahrt vom Berg durch. Der Koskulak Tagh war zuvor nur von einem russischen Zweierteam und einer koreanisch-japanischen Expedition bestiegen worden. Alexandra Robl war hierbei die erste Frau auf dem Gipfel.

Sportklettern und Wasserfallklettern waren weitere Spezialitäten des Paares. Nur sechs Tage nach der Besteigung des Koskulak Tagh (2007) stellte Matthias Robl am Mustagh Ata (7.545 m, dritthöchster Gipfel des Pamir-Gebirges) in China einen neuen Speed-Rekord im Höhenbergsteigen auf. Er benötigte für den Auf- und Abstieg mit Skiern (aus dem 4.370 Meter hoch gelegenen Basislager 3.175 Höhenmeter) lediglich acht Stunden und 37 Minuten und unterbot so den bisherigen, von ihm selbst gehaltenen Rekord um über eine Stunde. Bereits zwei Jahre zuvor hatte Robl gemeinsam mit Benedikt Böhm aus Garmisch-Partenkirchen und Sebastian Haag aus München diese Tour in 10 Stunden und 41 Minuten bewältigt. Robl und seine Frau nahmen des Weiteren an verschiedenen skialpinistischen Wettbewerben teil (z. B. diverse Skimarathons, Deutsche Meisterschaften im Skialpinismus, Diamirrace/Dammkarrennen, Guntenlauf) und erreichten dabei häufig vordere Ränge.
Die Eheleute Robl waren Mitglieder im „Salewa AlpineXtrem-Team“ und testeten für das Unternehmen Bergsteigerausrüstung in der Praxis. Sie hielten außerdem zahlreiche Multivisionsvorträge über seine und gemeinsam durchgeführte Touren. Robl war unter anderem Bergführer im DAV und Mitglied im Bergführerverein Oberstdorf.
Seit 2005 richteten Matthias und Alexandra Robl 27 von beiden selbst auch erstbegangene Routen am Öfelekopf bei Leutasch (Ortsteil Puitbach) in Tirol ein (Klettergebiet „Hongkong“, Sektor „Chinesische Mauer“), darunter Routen mit höchsten Schwierigkeitsgraden (7, 8, 9-). Am 10. Mai 2008 stürzte Robl vor den Augen seiner Frau an ebendieser „Chinesischen Mauer“ während der Einrichtung einer neuen Tour ab. Er erlitt schwerste Kopfverletzungen, an denen er am 11. Mai 2008 im Klinikum Innsbruck verstarb.

## Buchveröffentlichungen
- Mitautor von: Eiskletterführer Bregenz – Garmisch, Panico Alpinverlag, Köngen, 1. Aufl. 2007, 2. Aufl. 2008, ISBN 978-3-926807-67-0
- Mitautor von: Wasserfallklettern zwischen Bregenz und Garmisch-Partenkirchen: Vorarlberg, Bregenzer Wald, Allgäu, Lechtal, Ammergau, Wetterstein, Loisachtal (Reihe: Eiskalt, 3), Panico Alpinverlag, Köngen 1. Aufl. 1998, ISBN 3-926807-67-9